# Động đất Zarand 2005
Động đất Zarand 2005 (tiếng Ba Tư: زمین‌لرزه ۱۳۸۳ زرند) là trận động đất xảy ra vào lúc 5:55 (theo giờ địa phương), ngày 22 tháng 2 năm 2005. Trận động đất có cường độ 6.4 richter, tâm chấn độ sâu khoảng 15,5 km. Hậu quả trận động đất đã làm 612 người chết, 1.411 người bị thương.